# In Stereo (Bananarama)
In Stereo è l'undicesimo album in studio del duo musicale inglese Bananarama, pubblicato nel 2019.

## Tracce
1. Love in Stereo – 3:54
2. Dance Music – 4:03
3. I'm on Fire – 3:33
4. Intoxicated – 4:06
5. Tonight – 4:19
6. Looking for Someone – 3:11
7. Stuff Like That – 3:23
8. It's Gonna Be Alright – 3:22
9. Got to Get Away – 3:11
10. On Your Own – 3:30

## Formazione
- Sara Dallin
- Keren Woodward